# Artilleriewerk Kilchlidossen

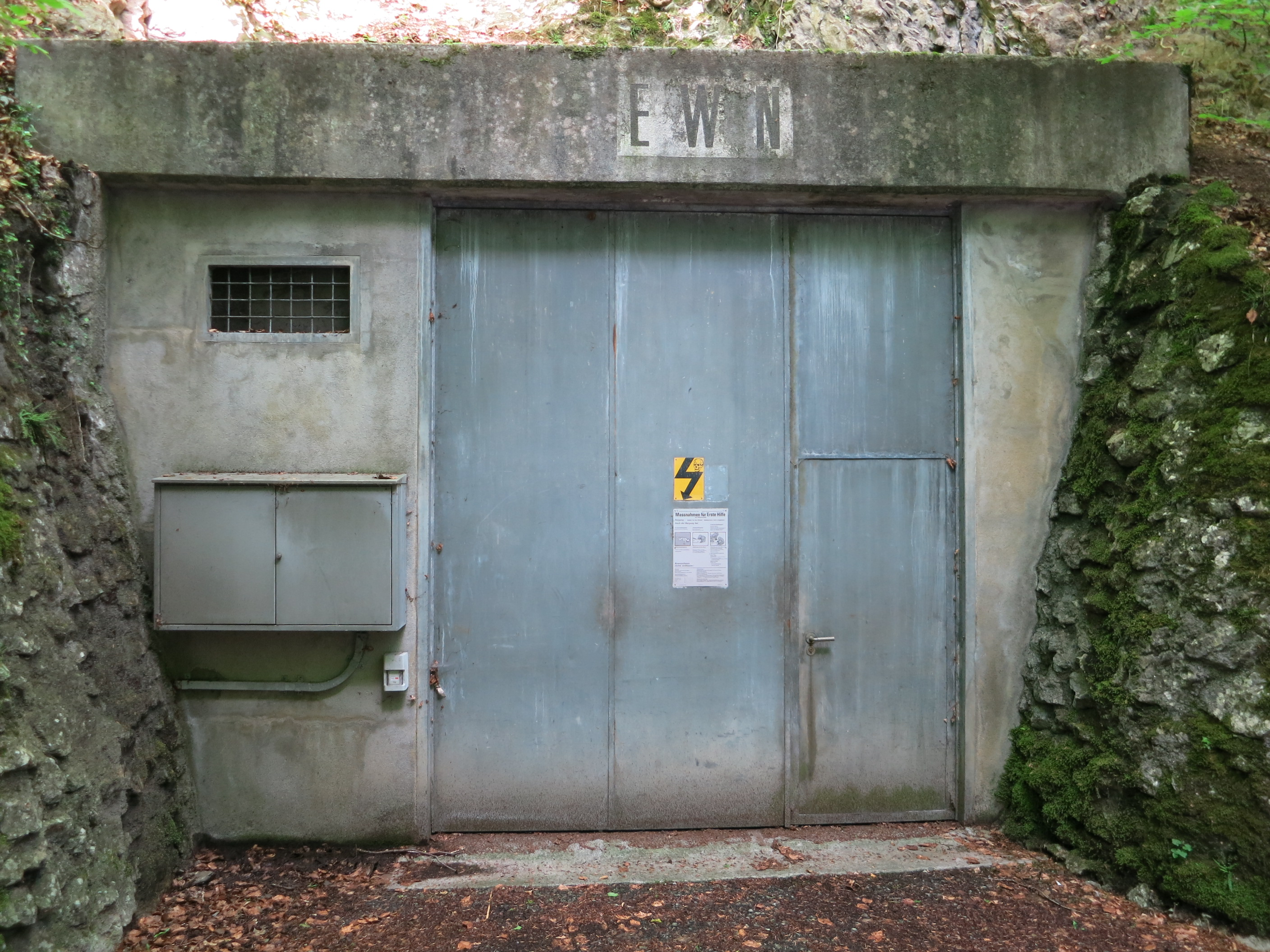
Werkeingang

Das Artilleriewerk Kilchlidossen  (Armeebezeichnung A 2261) ist ein ehemaliges Kasemattwerk an der Westflanke des Bürgenstocks in Stansstad, Kanton Nidwalden in der Schweiz. Die Festung liegt auf einer Höhe von 520 m ü. M. im Felsen neben der Strasse Stansstad–Bürgenstock.
Mit dem Bau des dreistöckigen Werks wurde im Juni 1941 begonnen. Es war im September 1942 schussbereit und wurde im Juni 1943 von der Festungswachtkompanie 15 übernommen. Das erste Stück des Eingangsstollens ist mit Lastwagen befahrbar. Das Werk verfügte über einen Lift. Der Zugang hinter der Tarnung war mit einem massiven Betontor (Kipptor) verschliessbar. Die Baukosten betrugen rund Fr. 1'000'000.

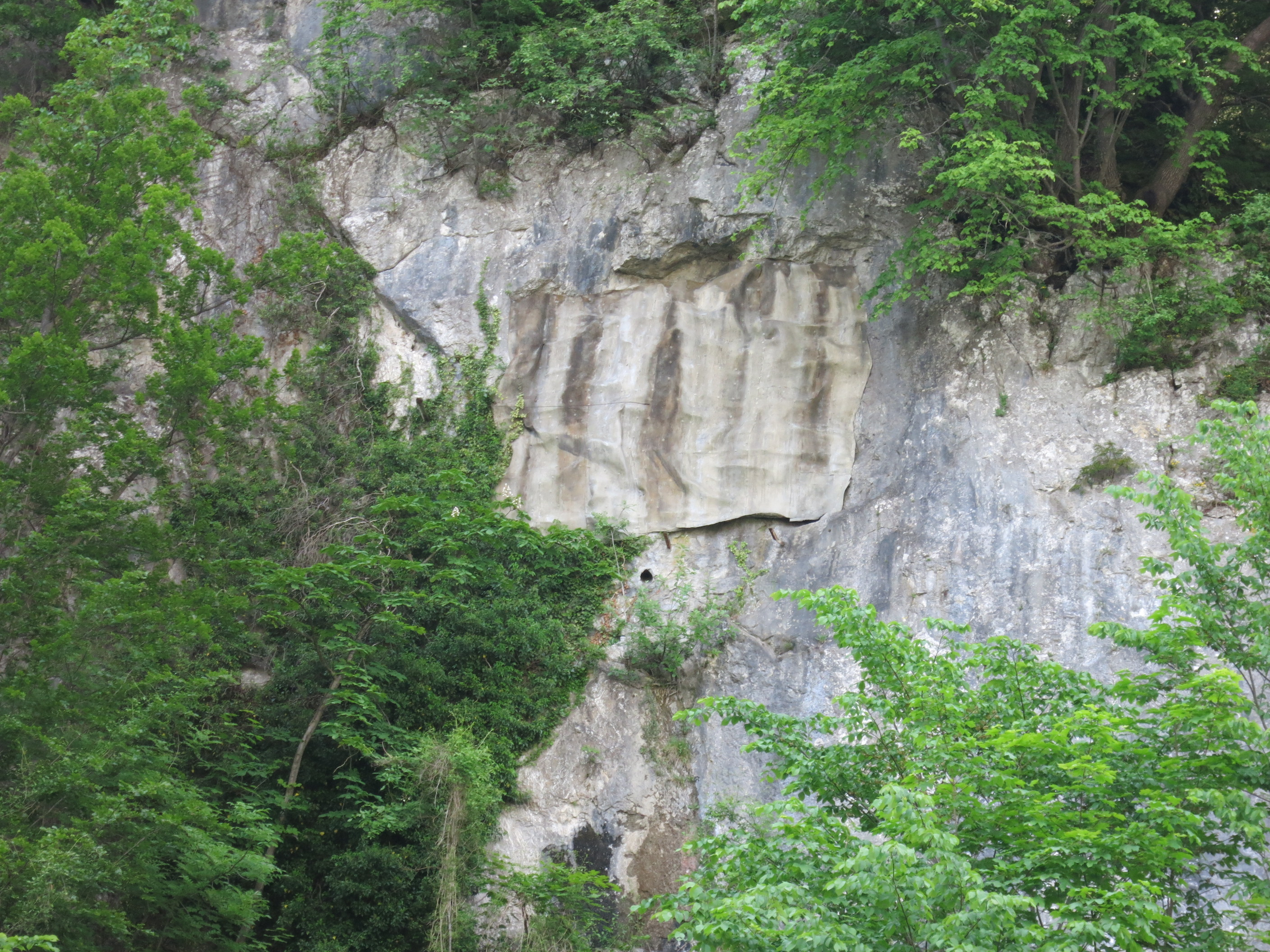
Getarnte Scharte

Die Festung verfügte während des Zweiten Weltkrieges über vier 12-cm-Feldhaubitzen 1912/39 L14 auf Hebellafetten. Der Feuersektor reichte primär ins Engnis von Stansstad, den Übergang über den Renggpass, auf die Lopperstrasse und in den Raum Hergiswil. Nach dem Zweiten Weltkrieg wurden die Geschütze durch vier 10,5-cm-Festungsgeschütze 1942 L22 ersetzt.
Zur weiteren Bewaffnung gehörten zwei 24 mm Tankbüchsen (TB), vier Festungsmaschinengewehre (Mg) 11, vier Reserve Mg und 8 Leichtmaschinengewehre (Lmg). Zum Schutz der exponierten Geschützstellungen wurden in der Felswand zwei Doppel Flabstellungen eingebaut, die mit 20 mm Fliegerabwehrkanonen (Flab Kann) W+F 1938 bestückt waren.